# Mimosybra bipunctata
Mimosybra bipunctata es una especie de escarabajo del género Mimosybra, familia Cerambycidae. Fue descrita científicamente por Breuning en 1951.
Se distribuye por Papúa Nueva Guinea. Posee una longitud corporal de 11 milímetros. El período de vuelo de esta especie ocurre en el mes de febrero.